# Lucia de B. (film)
Lucia de B. is een Nederlandse dramafilm geregisseerd door Paula van der Oest, die in 2014 werd uitgebracht. Het gaat om een verfilming over de zaak-Lucia de Berk, waarbij Lucia de Berk zes en half jaar onterecht vastzat. De hoofdrollen worden vertolkt door Ariane Schluter, Barry Atsma en Sallie Harmsen en het scenario is geschreven door Moniek Kramer in samenwerking met Tijs van Marle.
De première vond plaats op 30 maart 2014 in Theater Tuschinski in Amsterdam.
De film was in 2014 de Nederlandse inzending voor de Oscar en kwam op de shortlist terecht van kandidaten voor een nominatie voor een Oscar voor beste niet-Engelstalige film.

## Verhaal
Lucia de Berk (Schluter) is een eigenzinnige verpleegster, die argwaan wekt als ze voor de zoveelste keer bij een als onverklaarbaar bestempeld sterfgeval van een baby of bejaarde betrokken is, ditmaal van een baby. Het ziekenhuis schakelt de politie en het Openbaar Ministerie in en de jonge parketsecretaris Judith (Harmsen) krijgt het dossier van Lucia de B. op haar bureau. Het onderzoek naar de 'Engel des Doods', zoals de pers Lucia noemt, is zwaar.
Er zijn geen sporen achtergelaten, en Lucia weigert met de rechercheurs te praten. Toch wordt ze, op basis van onder meer een bloedtest bij een van de overleden baby's, uiteindelijk veroordeeld tot levenslang voor vier moorden en drie pogingen ertoe. Kort hierna worden er echter vraagtekens gezet bij de betrouwbaarheid van de test en ook Judith begint te twijfelen. Haar baas (Annet Malherbe) wil hier niet van horen en in hoger beroep krijgt zij Lucia opnieuw veroordeeld, nu zelfs levenslang met tbs. Mede dankzij het harde werk dat Judith heeft verricht, wordt Lucia de Berks onschuld echter uiteindelijk aangetoond en wordt zij van alle blaam gezuiverd.

## Rolverdeling
| Acteur                | Rol                      |
| --------------------- | ------------------------ |
| Ariane Schluter       | Lucia de Berk            |
| Barry Atsma           | Jaap van Hoensbroeck     |
| Sallie Harmsen        | Judith Jansen            |
| Fedja van Huêt        | Quirijn Herzberg         |
| Annet Malherbe        | Ernestine Johansson      |
| Marwan Kenzari        | rechercheur Ron Leeflang |
| Reinout Bussemaker    | voorzitter Dresden       |
| Marcel Musters        | rechercheur Henk Bos     |
| Belinda van der Stoep | mede gevangene           |